# Java (công nghệ)
Java là một nền tảng phát triển các ứng dụng phần mềm có vị trí rất lớn trong những năm cuối thế kỉ 20, đầu thế kỉ 21. Đánh dấu sự trưởng thành của mô hình lập trình hướng đối tượng, nó được coi là một nền tảng mang tính cách mạng trong ngành phần mềm. Mô hình máy ảo Virtual Machine đã cho phép các ứng dụng viết bằng Java có thể chạy trên nhiều hệ điều hành khác nhau.
Lần đầu tiên xuất hiện vào năm 1992 như là một ngôn ngữ dùng trong nội bộ tập đoàn Sun Microsystems để xây dựng ứng dụng điều khiển các bộ xử lý bên trong máy điện thoại cầm tay, lò vi sóng, các thiết bị điện tử dân dụng khác. Không chỉ là một ngôn ngữ, Java còn là một nền tảng phát triển và triển khai ứng dụng trong đó máy ảo Java, bộ thông dịch có vai trò trung tâm.
Sun, công ty đã phát minh ra ngôn ngữ Java, chính thức ban hành bản Java Development Kit 1.0 vào năm 1996 hoàn toàn miễn phí để các nhà phát triển có thể tải về, học Java, xây dựng các ứng dụng Java và triển khai chúng trên các hệ điều hành có hỗ trợ Java. Ban đầu, Java chủ yếu dùng để phát triển các applet, các ứng dụng nhúng vào trình duyệt, góp phần làm sinh động các trang web tĩnh vốn hết sức tẻ nhạt hồi đó. Tuy nhiên, cùng với sự phát triển của công nghệ thông tin và nhu cầu của xã hội, Java applet đã dần mất đi vị trí của nó và thay vào đó, các công ty, cộng đồng ủng hộ Java đã phát triển nó theo một hướng khác. Hiện nay, công nghệ Java được chia làm ba bộ phận:
J2SE
Gồm các đặc tả, công cụ, API của nhân Java giúp phát triển các ứng dụng trên desktop và định nghĩa các phần thuộc nhân của Java.
J2EE
Gồm các đặc tả, công cụ, API mở rộng J2SE để phát triển các ứng dụng quy mô xí nghiệp, chủ yếu để chạy trên máy chủ (server). Bộ phận hay được nhắc đến nhất của công nghệ này là công nghệ Servlet/JSP: sử dụng Java để làm các ứng dụng web.
J2ME
Gồm các đặc tả, công cụ, API mở rộng để phát triển các ứng dụng Java chạy trên điện thoại di động, thẻ thông minh, thiết bị điện tử cầm tay, robo và những ứng dụng điện tử khác
Java đã trải qua 3 bước phát triển quan trọng: Java 1.0 gắn liền với bản JDK đầu tiên, Java 2 gắn với JDK 1.2 và Java 5 gắn với J2SDK 1.5
Ngày nay, khi nhắc đến Java người ta không còn chỉ nhắc đến Java như là một ngôn ngữ mà nhắc đến Java như là một công nghệ hay một nền tảng phát triển. Nó bao gồm các bộ phận:
- Máy ảo Java: JVM
- Bộ công cụ phát triển: J2SDK
- Các đặc tả chi tiết kĩ thuật (specifications)
- Ngôn ngữ lập trình (programming language)